# 横滨市立大学护理短期大学部
横滨市立大学护理短期大学部（日语：／ Yokohamashiritsu Daigaku Kango Tanki Daigakubu *）是过去一所位于日本神奈川县横滨市金泽区的公立短期大学。

## 概要

### 简介
- 学校最早可以追溯到1898年即护理人员培训学校[注 2][1]。短期大学为于1995年开办[1]、由公立大学法人横滨市立大学经营。招生到于2004年、停办于2008年[2]。为男女同校从开办。

### 历史
- 1995年 横浜市立大学护理短期大学部成立并同时设置一个学科即护理学科（学生数是男1、女119[3]）。
- 2004年 最后一年招生、次年停止招生（正式停办于2008年7月31日[2]）。

## 学校环境
- 校区：在了神奈川县横滨市金泽区[注 1]

## 历任校长
- 梅田诚：第一代短期大学校长[3]。

## 组织

### 学科
- 护理学科

### 专科
| - 没有 |

### 业余课程
| - 没有 |

## 相关链接
- 日本短期大学列表